# Kristoffer Gildenlöw
Kristoffer Gildenlöw (ur. 27 lipca 1978 w Eskilstunie) – szwedzki muzyk, kompozytor, wokalista i multiinstrumentalista, a także producent muzyczny. Kristoffer Gildenlöw znany jest przede wszystkim z występów w progmetalowej grupie muzycznej Pain of Salvation, której był członkiem w latach 1994-2006. Od 2003 roku wraz z żoną Liselotte Hegt występuje w zespole Dial. Z kolei od 2007 roku współtworzy amerykańską formację The Shadow Theory. Natomiast od 2011 roku występuje w belgijskiej grupie Epysode. Jako muzyk koncertowy i sesyjny współpracował ponadto z zespołami Dark Suns, Harmony, Consortium Project i The 11th Hour.
Kristoffer Gildenlow jest endorserem gitar polskiego producenta firmy Mayones. Muzyk gra m.in. na gitara basowych z serii Comodous i gitarze elektrycznej Setius Vin.

## Wybrana dyskografia
- Arcana – Dark Age of Reason (1996, Cold Meat Industry)[8]
- Pain of Salvation – Entropia (1997, Avalon)
- Pain of Salvation – One Hour by the Concrete Lake (1998, Avalon)
- Pain of Salvation – The Perfect Element, part I (2000, InsideOut Music)
- Pain of Salvation – Remedy Lane (2002, InsideOut Music)
- Pain of Salvation – „BE” (2004, InsideOut Music)
- Lana Lane – Lady Macbeth (2005, Avalon)
- Harmony – End of My Road (EP, 2008, Ulterium Records)
- Harmony – Chapter II: Aftermath (2008, Ulterium Records)
- Dark Suns – Grave Human Genuine (2008, Prophecy Productions)
- The Shadow Theory – Behind the Black Veil (2010, InsideOut Music)
- Epysode – Obsessions (2011, AFM Records)
- For All We Know – For All We Know (2011, Rough Trade)
- Consortium Project – Consortium Project V – Species (2011, Lion Music)